# 1330
- Wikisource

| Calendário gregoriano                                                        | 1330 MCCCXXX                                         |
| Ab urbe condita                                                              | 2083                                                 |
| Calendário arménio                                                           | 779 – 780                                            |
| Calendário bahá'í                                                            | -514 – -513                                          |
| Calendário budista                                                           | 1874                                                 |
| Calendário chinês                                                            | 4026 – 4027 Início a 20 de janeiro (aproximadamente) |
| Calendário copta                                                             | 1046 – 1047                                          |
| Calendário etíope                                                            | 1322 – 1323                                          |
| Calendários hindus - Vikram Samvat - Calendário nacional indiano - Cáli Iuga | 1385 – 1386 1251 – 1252 4430 – 4431                  |
| Calendário Holoceno                                                          | 11330                                                |
| Calendário islâmico                                                          | 730 – 731                                            |
| Calendário judaico                                                           | 5090 – 5091                                          |
| Calendário persa                                                             | 708 – 709                                            |
| Calendário rúnico                                                            | 1580                                                 |
| Calendário solar tailandês                                                   | 1873                                                 |

1330 (MCCCXXX, na numeração romana) foi um ano comum do século XIV do Calendário Juliano e a sua letra dominical foi G (52 semanas), teve início numa segunda-feira e terminou também numa segunda-feira.
| Ano completo                         |
| ------------------------------------ |
| Ano comum com início à segunda-feira |

## Nascimentos
- 15 de Junho - Eduardo, Príncipe de Gales.
- Nicolau Flamel, Alquimista.
- Martim Mendes de Vasconcelos, nobre do Reino de Portugal, comendador de Longroiva no concelho de Meda.